# Lutetia

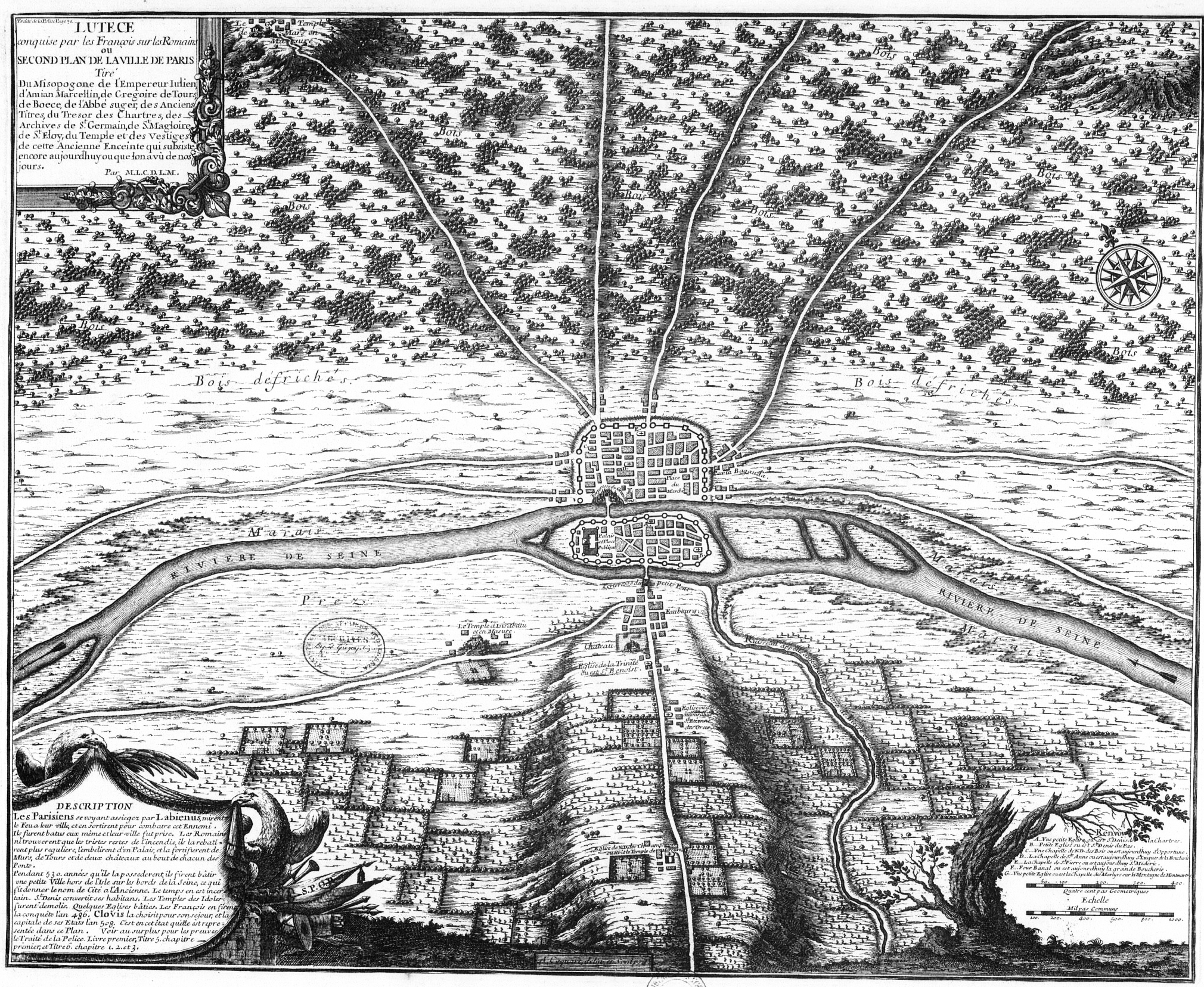
Bản đồ của Lutetia

Lutetia (đầy đủ là Lutetia Parisiorum, tiếng Pháp: Lutèce) là tên gọi bằng tiếng La tinh do những người La Mã đặt cho thành của người Gaulois, ngày nay là thành phố Paris, thủ đô nước Pháp.
Theo quy ước, thuật ngữ Paris Tiền sử rồi Paris Cổ đại được dùng để chỉ địa điểm này cho tới trận Lutetia năm 52 trước Công Nguyên, đánh dấu sự chinh phục của Đế chế La Mã. Khoảng năm 300, Lutetia được đổi tên thành Paris, và đó là lần đầu tiên cái tên này xuất hiện. "Paris" xuất phát từ Civitas Parisiorum hay Urbs Parisiorum trong tiếng La tinh, có nghĩa Thành của người Parisii - những người thuộc bộ tộc Gaulois sống ở khu vực này trước khi quân La Mã tới.

## Lutetia trước khi bị La Mã chiếm
Những người Parisii thuộc bộ tộc Gaulois đã làm chủ khu vực này từ rất lâu. Nằm bên sông Seine, đây là vùng đất trù phú, nhiều thú rừng và cá. Người Gaulois đã xây dựng ở đây một làng, rồi phát triển thành một thành nhỏ.
Năm 52 trước Công Nguyên, quân đội của Julius Caesar tới đánh chiếm. Trong trận chiến với quân đội La Mã, những người Gaulois đã phá cầu, đốt thành của mình. Không biết chính xác thành cũ của người Gaulois nằm ở đâu. Có nhiều giả thiết: Île de la Cité, Île Saint-Louis, một hòn đảo cũ đã biến mất hoặc có thể tận Nanterre. Những hiểu biết về Paris Tiền sử và Paris Cổ đại không nhiều.

## Thành Lutetia

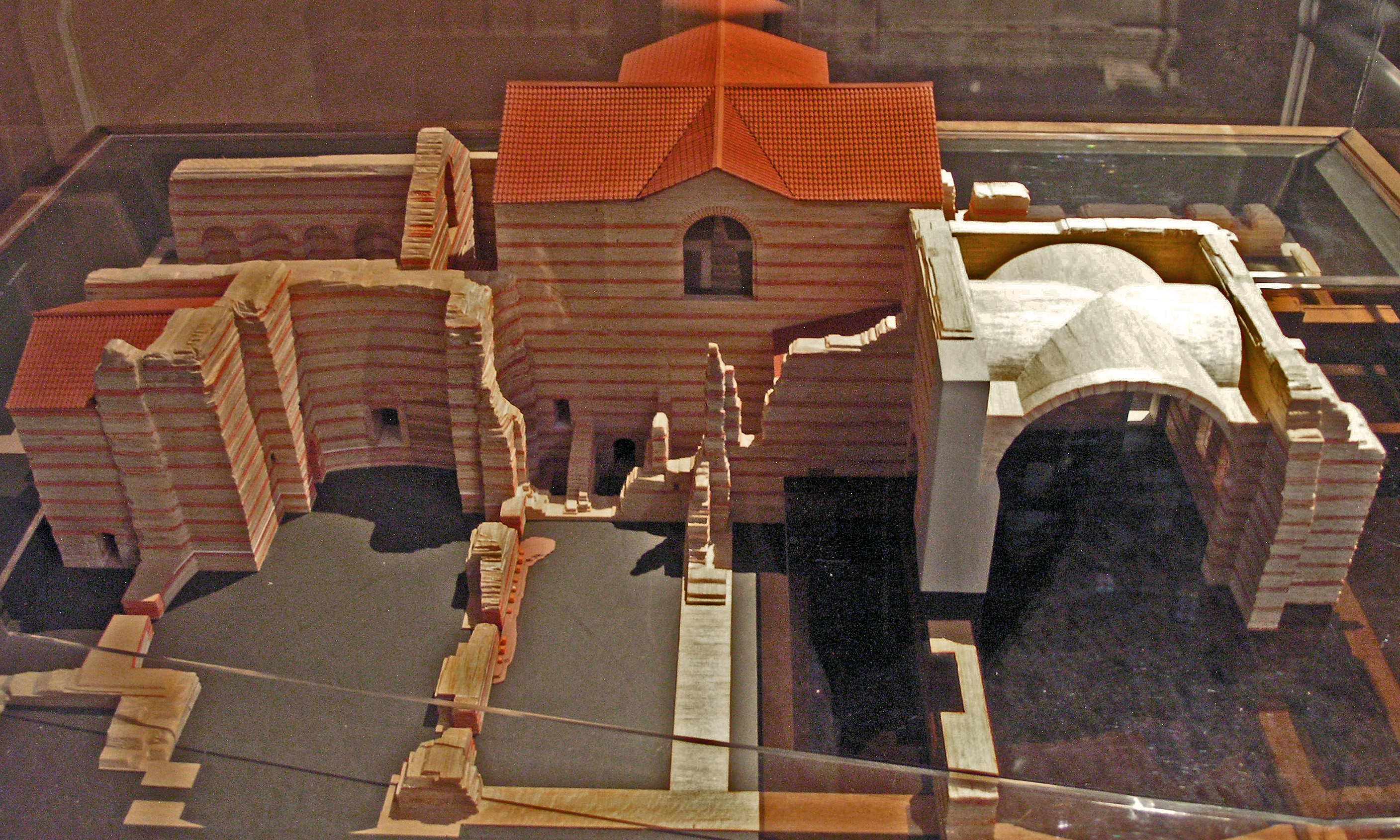
Mô hình nhà tắm công cộng cổ La Mã ở Lutetia

Việc người Gaulois tự phá thành của mình khiến việc xây dựng thành phố mới nhanh chóng và dễ dàng. Những người La Mã quy hoạch thành phố theo bản vẽ kiểu Hippodamos, bố trí các con đường thẳng nằm bên bờ sông Seine. Các phố Saint-Denis, Saint-Martin và Saint-Jacques ngày nay mang dấu vết những quy hoạch của người La Mã.
Theo ước lượng của các nhà sử học, năm 250 Lutetia có dân số là 6.000. Đây chỉ là một thành phố nhỏ trong Đế quốc La Mã. Mặc dù vậy các công trình công cộng của Lutetia lại được ghi nhận có sức chứa lớn, như đấu trường với 17.000 chỗ, nhà hát cũng 3.000 chỗ.

### Các công trình
Công trình quan trọng nhất của thành phố khi đó là đấu trường Lutetia được xây dựng vào thế kỷ 1. Đây vừa là một đấu trường dành cho các cuộc đấu, vừa là một nghị trường cho các cuộc họp cũng như nhiều hoạt động cộng đồng khác. Với kiến trúc phổ biến khi đó, đấu trường Lutetia có một sân khấu dài 40 mét cùng một sân đấu hình elip dài 52 mét và rộng 46 mét. Sức chứa của đấu trường Lutetia là 17.000 người. Dấu vết của đấu trường Lutetia ngày nay vẫn còn ở Quận 5 của thành phố, được mở cho khách viếng thăm.
Lutetia có nhiều nhà tắm công cộng cổ La Mã, trong đó quan trọng nhất nằm ở Bảo tàng Quốc gia Trung cổ ngày nay, gần đại lộ Saint-Michel. Việc xây dựng những nhà tắm này có một phần đóng góp tài chính từ các thợ thuyền. Nước cung cấp cho nhà tắm được dẫn từ sông Bièvre bằng ống máng, dài 16 km.
Thành Lutetia cũng được xây dựng một nhà hát 3.000 chỗ với sân khấu dài 40 mét và một rạp xiếc.

## Biên niên sử Lutetia
- Tháng 5 năm 52 TCN: Trận Lutetia, Labienus, tướng của Julius Caesar chiến thắng người Sénons và Parisii - đều thuộc người Gaulois. Người La Mã làm chủ khu vực này nhiều thế kỷ sau đó. Những người Gaulois đốt thành phá cầu. Điều này khiến thành phố mới được xây dựng theo kiểu La Mã, trên bảy quả đồi và bên cạnh sông. Giống như Roma.
- Từ 50 tới 100: Xây dựng Đấu trường Lutetia.
- 65-66: Mùa đông khắc nghiệt.
- Từ 100 tới 200: Xây dựng ở Lutetia ba nhà tắm công cộng cổ La Mã. Nước được dẫn bằng ống máng từ sông Bièvre, cách 16 km. Một nghị trường 17.000 chỗ và một nhà hát 3.000 chỗ.
- Khoảng 250: Thánh Denis tử vì đạo. Theo truyền thuyết, Thánh Denis là người truyền Công giáo vào Paris.
- 250: Dân số Lutetia ước tính 6.000 người.
- 275 hoặc 256: Tả ngạn thành bị tấn công. Có thể là những người Germain.
- 291-192: Mùa đông khắc nghiệt. Sông Seine đóng băng. Đây là lần đầu tiên việc này được ghi lại.